# Нижня Рудня
Ни́жня Ру́дня — село в Україні, в Коростенському районі Житомирської області. Входить до складу Овруцької міської громади. Населення становить 88 осіб.
На північному сході від села річка Солодич, впадає у Словечну.
У 1906 році село Покалівської волості Овруцького повіту Волинської губернії. Відстань від повітового міста 35 верст, від волості 25. Дворів 62, мешканців 377. 
17 квітня 2020 село постраждало від лісової пожежі. Пожежа виникла в результаті підпалу сільгоспугідь.